# Конституция Черногории
Конституция Черногории (серб. Устав Републике Црне Горе) — основной закон Черногории, который определяет её государственное и экономическое устройство. Ни один закон, указ президента или любой другой нормативный или административный акт не может противоречить ей. Соответствие Конституции принимаемых законов или решений проверяет Конституционный суд.
Действующая конституция принята после обретения Черногорией независимости 19 октября 2007 года и официально объявлена 22 октября. Принятый закон заменил конституцию 1992 года.

## Содержание конституции
Конституция Черногории состоит из 8 частей и включает 158 статей.
- Часть І «Основные решения» — определяет государственный строй, государственные символы, столицу и главный город, язык, отношение государства с религией и другими странами.
- Часть ІІ «Права и свободы» — определяет права и свободы граждан, устанавливает равенство всех перед законом, неприкосновенность личности, право на справедливый суд.
- Часть ІІІ «Организация власти» — определяет права и обязанности Скупщины, депутатов, президента и правительства; порядок проведения собраний Скупщины.
- Часть IV «Экономическое устройство» — декларирует единство экономического пространства Черногории, обязательства уплаты налогов, определяет деятельность Центрального банка и Государственная ревизорская институция.
- Часть V «Конституционность и законность» — определяет согласованность правовых актов с Конституцией, запрещает (с исключениями) обратное действие законов, порядок вступления законов и других актов.
- Часть VI «Конституционный суд Черногории» — определяет полномочия Конституционного суда, порядок его работы.
- Часть VII «Изменение конституции» — регламентирует условия изменения Конституции, определяет статьи, которые не могут быть изменены без проведения референдума.
- Часть VIII «Переходные и окончательные решения» — состоит из одной статьи и определяет порядок принятия Конституционного закона.

## История Конституции Черногории
Первая Конституция Черногории была представлена князем Николой 19 декабря 1905 года. Согласно этой конституции учреждался парламент — Народная Скупщина. В Скупщину вошло 74 представителя: 56 — от округов, 6 — от городов и 12 — по должности. Граждане, достигшие 21 года, получали активное избирательное право, достигшие 30 лет и платившие налог в 15 крон — пассивное.

## Изменения, закреплённые последней Конституцией
Статья 13 Конституции 2007 года установила в качестве государственного языка — черногорский. До этого, с 1992 года, государственным языком являлась иекавская форма сербского, а раньше — сербохорватский язык.

Статья 13
Официальным языком Черногории является черногорский язык.
Кириллическая и латинская письменность являются равноправными.
Официально используются также сербский, боснийский, албанский и хорватский языки.
Оригинальный текст (черногор.) Član 13 Službeni jezik u Crnoj Gori je crnogorski jezik.
Ćirilično i latinično pismo su ravnopravni.
U službenoj upotrebi su i srpski, bosanski, albanski i hrvatski jezik.

Члан 13 Службени језик у Црној Гори је црногорски језик. Ћирилично и латинично писмо су равноправни.
У службеној употреби су и српски, босански, албански и хрватски језик.